# Клон (телесериал, 2001)
«Клон» (порт. O Clone) — бразильский мелодраматический телесериал, транслировавшийся на телеканале TV Globo с 1 октября 2001 года по 14 июня 2002 года, состоящий из 250 серий. Впервые в телесериале производства Бразилии подробно показан уклад жизни мусульман. Также впервые в истории бразильского телесериала затронута тема клонирования. Ещё одной важной темой сериала стала наркотическая зависимость. «Клон» имел международный успех и был продан 93 странам.
Сценарий написала бразильская сценаристка Глория Перес, режиссёрами выступили Тереза Лампрея, Марсело Травессо, Марио Марсио Бандарра, Маркус Шехтман и Жайме Монжардим (главный режиссёр).
В телесериале снимались Джованна Антонелли, Мурилу Бенисиу, Даниела Эскобар, Далтон Виг, Жука де Оливейра, Стенио Гарсия, Режиналду Фария, Вера Фишер, Адриана Леса и Дебора Фалабелла.

## Сюжет
История начинается в начале 1980-х, в Рио-де-Жанейро, Бразилия. Жади (Джованна Антонелли), молодая мусульманка, остаётся сиротой и вынуждена вернуться в Марокко, где проживает её дядя Али (Стенио Гарсия) и двоюродная сестра Латиффа (Летисия Сабателла). Проблема в том, что она воспитывалась в стране, где культура настолько отличается от ислама, что она оказывается совсем далека от религии. Дядя должен её научить всему, что должна знать мусульманская девушка, сделать Жади более религиозной. Там она должна адаптироваться к новому образу жизни. Так полагается по мусульманским обычаям.
В то же время богатая семья Феррас отправляется на отдых из Рио в Марокко. Вместе с братьями-близнецами Лукасом и Диогу (Мурилу Бенисиу) и их отцом Леонидасом (Режиналду Фария) едет доктор Аугусту Албиери (Жука де Оливейра), друг семьи. Лукас и Жади знакомятся и влюбляются друг в друга. В дом к дяде Али приезжают Саид (Далтон Виг) и его брат Мохамед (Антониу Каллони). Изначально, Саид был выбран в женихи Латиффе, но его сестра Назира (Элиане Джардини) узнает, что у них была одна кормилица. По законам ислама это приравнивается к родству и делает свадьбу невозможной. Тогда Мохамед и Назира, желая исправить положение, предлагают дяде Али выход: на Латиффе женится Мохамед, а Саид возьмет в жены Жади. Осознавая, что любить Лукаса — это харам (грех), Жади все равно ставит превыше всего их чувства. Зная, что она будет вынуждена выйти замуж за Саида, девушка решает бежать с Лукасом. Но однако, волею случая, все многочисленные попытки отменить свадьбу с Саидом и сбежать с Лукасом успехом не увенчиваются. Латиффа выходит замуж за Мохамеда. Жади, поняв, что ей с Лукасом быть не суждено, вынуждена принять мусульманскую жизнь. Жади приходится выйти замуж за Саида. Лукас же узнаёт, что в него влюбилась девушка его брата Диогу — Маиза (Даниела Эскобар). Сам Диогу незадолго до этого трагически погиб в авиакатастрофе на вертолёте. В итоге Лукас женится на Маизе. Но даже будучи уже женаты, Жади и Лукас не могут просто так забыть друг друга. Но Жади всё же находит в себе силы отступиться от Лукаса. Затем Маиза беременеет и рожает от Лукаса дочь — Мел (Дебора Фалабелла). А Жади, в свою очередь, беременеет от Саида и рожает ему дочь — Хадижу (Карла Диас). Но, поскольку незадолго до родов Жади вынудила Саида развестись с ней, то, как полагается по религии мусульман, Саид должен будет через сорок дней после родов разлучить Жади с дочкой. Жади, чтобы избежать этого, решает сбежать с дочкой. Её ловят и возвращают к Саиду. Но Саид прощает Жади и отменяет развод.
Тем временем, пока все эти события происходили, крёстный отец Диогу, Албиери, с горя решает повернуть смерть вспять. Из клетки Лукаса он тайно создаёт первого человека-клона. Деуза (Адриана Леса), небогатая женщина среднего класса, которая не могла родить своего ребёнка от возлюбленного Эдвалду (Роберту Бонфин) (он не может иметь детей), решается на искусственное оплодотворение. Албиери долго не мог решиться подсадить Деузе данную яйцеклетку с клоном. Но уже скоро в клинике, совершенно случайно, сотрудница подсаживает ничего не подозревающей Деузе яйцеклетку с клоном, вместо донорской. Лео родился без осложнений. О клоне пока никто, кроме Албиери, не знал. Только дочь Лукаса и Маизы — Мел, познакомившись с Лео на пляже, замечает сходство его с покойным Диого на фотографии. Но родные воспринимают это как проблемы с психикой у Мел, так как они Лео пока так и не увидели. Албиери же хочет остаться рядом с Лео, которому он стал крёстным отцом, и наблюдать за его воспитанием. Лео очень привязался к учёному и даже стал сбегать из дома к нему, из-за чего Деуза постоянно сердилась и была недовольна таким общением. Она увозит Лео от Албиери.
История продолжается спустя много лет. Жади живёт с Саидом и дочкой. Она привыкла к семейной жизни, заботится о муже и души не чает в единственной дочери. Саид начал сотрудничать с фирмой Леонидаса. И вот из-за этого фактора у Жади происходит новая встреча с Лукасом, которая мигом возрождает былые страсти. Но они уже немолоды, у них новая жизнь и новые обязательства. Лукас по-прежнему женат на Маизе. К тому же позже их дочь Мел пристрастилась к наркотикам и доставляла много проблем своей семье. Однако порыв былых чувств Жади и Лукаса после многолетней встречи уже не мог угаснуть, и они вновь намереваются быть вместе. Но новые сложности в жизни вновь ставят барьер на их пути к сердцу друг друга. Лукас не может уйти из семьи, боясь усугубления зависимости Мэл. Жади не готова оставить дочь Саиду, зная, что в случае развода, муж может запретить ей видеться с Хадижей.
Саид, тем временем, видит, что их с женой отношения меняются. Он, желая вызвать ревность у Жади, берёт вторую жену, Ранию (Нивея Стелманн). Жади, наоборот, этому обстоятельству очень рада — она надеется, что Саид полюбит молодую жену, обзаведётся наследником и отпустит её к Лукасу. Между девушками сначала складываются дружеские отношения, но старшая сестра Рании убеждает её, что первая жена никогда не примет вторую и вынуждает её начать войну с Жади. В итоге Саид, уставший от измен Жади и её отношения к их семье действительно с ней разводится, но оставляет в доме по просьбе дочери. Вскоре Рания рожает Саиду сына Мунира.
Албиери пытался сделать так, чтобы Лукас и Лео никогда не встретились и никто не узнал, что произошло 20 лет назад. Последнее, что Албиери знал про Лео, это то, что он с матерью отправился на север Бразилии, откуда Лео позже один уехал в неизвестном направлении. Но однажды он возвращается, и вылитый молодой образ Диого и Лукаса вновь оказывается рядом со знакомыми Албиери, а также и семьи Феррас. Именно это обстоятельство и влияет на дальнейшие судьбы героев новеллы, и вся правда своевременно всплывает.
Сериал заканчивается тем, что общество доктора Албиери не смогло принять человека-клона и такой научный эксперимент доктора. Спасаясь от судебного преследования и скандала, Албиери и Лео пропадают в пустыне Марокко, и их дальнейшая судьба остаётся неизвестной.
Жади остаётся вместе с Лукасом.

## В ролях
| Актёр                 | Роль                                                      | Примечание |  |
| --------------------- | --------------------------------------------------------- | --- |  |
| Мурилу Бенисиу        | Лукас Феррас, Диогу Феррас/Леандро Эдвалду (Лео) да Силва | Сыновья-близнецы Леонидаса Ферраса/клон Лукаса, возлюбленный Жади, муж Маизы, отец Мел, сотрудник в компании Феррас                                                          |  |
| Джованна Антонелли    | Жади Эль Адиб Рашид                                       | Возлюбленная Лукаса Ферраса, жена, а затем бывшая жена Саида Рашида, мать Хадижи, кузина Латиффы, племянница Али                                                             |  |
| Вера Фишер            | Иветти Симас                                              | Возлюбленная, а затем жена Леонидаса Ферраса, крёстная мать Лео, хозяйка магазина одежды, промоутер в клубе «Нифертити»                                                      |  |
| Режиналду Фария       | Леонидас Феррас (Львёночек)                               | Промышленный магнат, отец Лукаса и Диогу, дедушка Мэл, возлюбленный Иветти                                                                                                   |  |
| Жука де Оливейра      | доктор Аугусто Албиери                                    | Крёстный отец Лукаса, Диогу и Лео, учёный, создавший в своей клинике Лео — клона Лукаса, друг Леонидаса                                                                      |  |
| Стенио Гарсия         | Али Эль Адиб                                              | Выходец из Египта, мудрый и уважаемый в Марокко религиозный человек, исповедующий ислам, дядя Жади и отец Латиффы, друг Албиери                                              |  |
| Даниэла Эскобар       | Маиза Феррас                                              | Девушка Диогу, затем — жена Лукаса, мать Мел, любовница Саида |  |
| Адриана Лесса         | Деуза да Силва (Аштер)                                    | Маникюрщица, суррогатная мать клона Лео, подруга Иветти и Лауринды |  |
| Неуза Боржес          | Далва                                                     | Экономка в доме Феррас, при ней родились близнецы Лукас и Диогу |  |
| Жандира Мартини       | Зорайде                                                   | Помощница по хозяйству в доме Али, религиозная женщина, исповедующая ислам                                                                                                   |  |
| Марселу Новаэс        | Алешандре (Шанди) Кордейру де Соуза                       | Приёмный сын Доны Журы, борец Абу-даби, охранник Мел Феррас, её парень, а впоследствии — муж, студент ветеринарного факультета                                               |  |
| Далтон Виг            | Саид Рашид                                                | Старший брат Мохаммеда и младший брат Назиры, муж Жади и Рании, бизнесмен, отец Хадижи и Мунира, любовник Маизы                                                              |  |
| Маркус Фрота          | Эшкобар Гимараеш                                          | Сотрудник клиники доктора Албиери, отец Нанду, муж/бывший муж Клариси, возлюбленный Алисиньи                                                                                 |  |
| Бет Гулар             | Лидьяне Вальверде                                         | Подруга Маизы, жена Тавинью, мать Телминьи и Сесеу |  |
| Сисса Гимараеш        | Кларисси Гимараеш                                         | Секретарь Леонидаса, жена/бывшая жена Эшкобара, мать Нанду |  |
| Виктор Фазано         | Отавиу (Тавинью) Вальверде                                | Сотрудник компании Феррасов, адвокат Леонидаса Ферраса, муж Лидьяне, отец Телминьи и Сесеу                                                                                   |  |
| Дебора Фалабелла      | Мелисса/Мелзинья (Мел) Феррас                             | Дочь Лукаса и Маизы, подруга Телминьи, Сесеу и Нанду, девушка Шанди, наркоманка                                                                                              |  |
| Летисия Сабателла     | Латифа Рашид                                              | Племянница Али, кузина Жади, жена Мохаммеда, мать Самиры и Амина |  |
| Антониу Каллони       | Мохаммед Рашид                                            | Младший брат Саида и Назиры, муж Латиффы, отец Самиры и Амина, продавец в магазине «Волшебная лампа»                                                                         |  |
| Нивея Мария           | Эдна Альбиери                                             | Секретарь в клинике доктора Албиери, жена Албиери, тётя Алисиньи |  |
| Элиане Джардини       | Назира Рашид (Лара Назира)                                | Старшая сестра Саида и Мохаммеда, возлюбленная Эдвалду и Миру |  |
| Лусиано Шафир         | Зейн                                                      | Египтянин, владелец клуба «Нефертити», второй (временный) муж Жади |  |
| Гильерме Карам        | Рапазау                                                   | Жулик из автомастерской/псевдо-ясновидящий Маэстро Клеовер/псевдо-хромой мужчина-инвалид в шляпе на улице                                                                    |  |
| Эри Джонсон           | Лижейру                                                   | Жулик из автомастерской, псевдо-Каэтану Велозу, псевдо-детектив Рамос, псевдо-проповедник-благотворитель/целитель                                                            |  |
| Мириан Риос           | Анита                                                     | Новый секретарь в клинике Албиери и подруга Эдны, коллега Альбиери и Жулиу                                                                                                   |  |
| Франсуаза Фортон      | доктор Симоне                                             | Ассистент доктора Албиери, коллега Эдны и Жулиу |  |
| Тотия Мейрелеш        | Лауринда Альбукерке                                       | Подруга Иветти, Сониньи, Нормы, Деузы, возлюбленная Питоку |  |
| Мурилу Гросси         | Жулиу                                                     | Сотрудник клиники доктора Альбиери, коллега Альбиери, Эдны, Симоны, Эшкобара                                                                                                 |  |
| Стефани Бриту         | Самира Рашид                                              | Дочь Латиффы и Мохаммеда, сестра Амина, кузина Хадижи, девушка Зе Роберту |  |
| Тьяго Оливейра        | Амин Рашид                                                | Сын Латиффы и Мохаммеда, брат Самиры, кузен Хадижи, влюблен в Карлу |  |
| Карла Диас            | Хадижа Рашид                                              | Дочь Жади и Саида, кузина Самиры и Амина |  |
| Сильвия Пфайфер       | Синира                                                    | Возлюбленная/экс возлюбленная Леонидаса |  |
| Нивея Стелманн        | Рания Рашид                                               | Вторая жена Саида, мать его сына Мунира |  |
| Раул Газолла          | Миру                                                      | Друг Шанди и Беты, тренер в спортзале, возлюбленный Алисиньи, возлюбленный Назиры                                                                                            |  |
| Таис Ферсоза          | Телма (Телминья) Вальверде                                | Подруга Нанду и Мэл, дочь Тавинью и Лидьяне, сестра Сесеу |  |
| Сержиу Мароне         | Сесеу Вальверде                                           | Друг Нанду и Мел, сын Тавинью и Лидьяне, брат Телминьи, парень Амалии/ бывший парень Амалии                                                                                  |  |
| Жулиана Паэс          | Карла Сантус                                              | Экс-девушка Шанди, дочь доны Одетти, девушка Лео (Эда) |  |
| Франсиэли Фредузэски  | Бета                                                      | Экс-девушка Шанди |  |
| Тьяго Фрагосо         | Фернанду (Нанду) Гимараеш                                 | Друг Мел, Сесеу и Телминьи, сын Кларисси и Эшкобара, наркоман |  |
| Элизанжела            | Ноэмия                                                    | Массажистка в Сан-Криштоване, жена Мустафы |  |
| Каролина Масиейра     | Сумайя Рашид                                              | Племянница Абдула, родственница Самиры, Амина и Хадижи |  |
| Перри Саллес          | Мустафа Рашид                                             | Родственник Саида, Мохаммеда и Назиры, муж Ноэмии |  |
| Соланж Коуту          | Журема Дона (Жура) Кордейро                               | Хозяйка бара в Сан-Криштоване, приемная мать Шанди, возлюбленная Тьяо |  |
| Талма де Фрейтас      | Карол                                                     | Сотрудница компании Феррасов, возлюбленная Лобату |  |
| Мара Манзан           | Одетти Сантуш                                             | «Женщина-вулкан» (дышит огнём в цирке), мать Карлы |  |
| Кристиана Оливейра    | Алисия Мария Феррейра да Невес (Алисинья)                 | бывшая жена Аурелио, «племянница» Эдны, возлюбленная/экс-возлюбленная Эшкобара, возлюбленная Миру, временный секретарь клиники Альбиери, новый промоутер в клубе «Нифертити» |  |
| Силвиу Гиндани        | Базилио                                                   | Работник и главный сплетник в баре Доны Журы |  |
| Марсело Броу          | Питоку                                                    | Тренер в спортзале, друг Шанди и Миру, возлюбленный Лауринды, персональный тренер Назиры                                                                                     |  |
| Кристиана Калачи      | Анинья                                                    | Работница в баре Доны Журы, псевдо-гадалка, подруга Назиры, псевдо-хромая женщина-инвалид в очках на улице                                                                   |  |
| Жайме Перьяр          | Роже                                                      | Новый возлюбленный Кларисси, сотрудник в клубе «Нифертити» |  |
| Антониу Питанга       | Себастьяо (Тьяо)                                          | Кавалер Доны Журы |  |
| Вивиан Викторетти     | Режина (Режининья) да Коста                               | Наркоманка, подруга Мэл и Нанду |  |
| Мишель Франко         | Мишель                                                    | Горничная в доме Феррасов |  |
| Милена Паула          | Милена                                                    | Сотрудница клиники доктора Альбиери |  |
| Ингра Либерату        | Амина                                                     | Сестра Рании, несостоявшаяся вторая жена Мохамеда |  |
| Эдуардо Мартини       | Котиа                                                     | Друг Деузы и Эдвалду из танцзала |  |
| Эдуардо Кануто        | Керосин                                                   | Автослесарь из мастерской, коллега Лижейру и Рапазау |  |
| Луа Убаккер           | Дуда                                                      | Друг Хадижи, брат Эмме |  |
| Аймее Убаккер         | Эмме                                                      | Подруга Хадижи, сестра Дуды |  |
| Мария Жуан Бастуш     | Амалия                                                    | португальская журналистка, возлюбленная/экс-возлюбленная Леонидаса Ферраса, девушка/экс-девушка Сесеу, пишет статью о клонировании с доктором Альбиери                       |  |
| Андресса Кац          | Сонинья                                                   | Продавщица в магазине Иветти, девушка Лео |  |
| Марио Лаго            | доктор Молина                                             | Коллега Альбиери, выступавший против клонирования |  |
| Беатрис Сегалл        | Пенелопе Браун                                            | Коллега Альбиери, выступавшая за клонирование |  |
| Осмар Прадо           | Лобату                                                    | Друг и коллега Леонидаса по компании, крёстный отец Мел, возлюбленный Карол, адвокат Лукаса, бывший наркоман и алкоголик                                                     |  |
| Себастьян Васконселос | Абдул Рашид                                               | Дядя Назиры, Саида и Мохаммеда, Сумайи, религиозный человек критикующий западный мир                                                                                         |  |
| Роберто Бонфим        | Эдвалду Аштер                                             | Портной в Сан-Криштоване, муж Деузы, танцор |  |
| Рут де Соуза          | Дона Мосиния да Силва                                     | Мать Деузы |  |
| Леа Гарсия            | Лола                                                      | Тётя Деузы, сестра Мосинии |  |
| Паула Перейра         | Креуза                                                    | Горничная в доме Вальверде, подруга Доны Одетти |  |
| Юрий Ксавьер          | Зе Роберту                                                | Парень/муж Самиры принявший ислам |  |
| Франсиску Куоку       | падре Матиолли                                            | Священник, друг Албиери и Али по духовной семинарии |  |
| Карима Эль-Маатови    | Карима                                                    | Крикливая служанка в доме Али |  |
| Таня Алвес            | Норма                                                     | Подруга Иветти и Лауринды |  |
| Норис Барт            | Тете                                                      | сотрудница в клубе "Нифертити |  |
| Кассия Линьярес       | Элва                                                      | Подруга Лобату |  |
| Синтия Фалабелла      | Мелисса (Мел) Феррас/Моника                               | Дублер Мел Феррас в 201—207 серии/дочь Лобату |  |
| Кайо Жункейра         | Педро                                                     | Сын Лобату |  |
| Мария Клара Гейрос    | Граса                                                     | Прислуга в доме Вальверде |  |
| Фабиана Альварес      | Зулейка                                                   | Третья несостоявшаяся жена Мохаммеда после Амины, третья жена Саида после Рании                                                                                              |  |
| Карла Реджина         | Дора                                                      | Одногруппница Шанди с факультета ветеринарии |  |
| Самара Фелиппу        |                                                           | Девушка Диогу до Маизы |  |
| Тони Рамос            |                                                           | Новый возлюбленный Маизы |  |
| Виктор Кугула         | Лео ребёнок                                               | Лео в детстве |  |

### Камео
| Актёр             | Роль                | Примечание                              |
| ----------------- | ------------------- | --------------------------------------- |
| Пеле              | Камео/футболист     | Гость в баре Доны Журы                  |
| Каэтану Велозу    | Камео/певец         | Гость в баре Доны Журы                  |
| Зека Пагодиньо    | Камео/певец         | Гость в баре Доны Журы                  |
| Карвальо Бет      | Камео/певица        | Гостья в баре Доны Журы                 |
| Роналдиньо        | Камео/футболист     | Гость в баре Доны Журы                  |
| Витор Белфорт     | Камео/боец          | Боец на ринге                           |
| Алессандро Сафина | Камео/Оперный певец | Поет песню Luna(тема Иветти и Леонидаса |

### Галерея

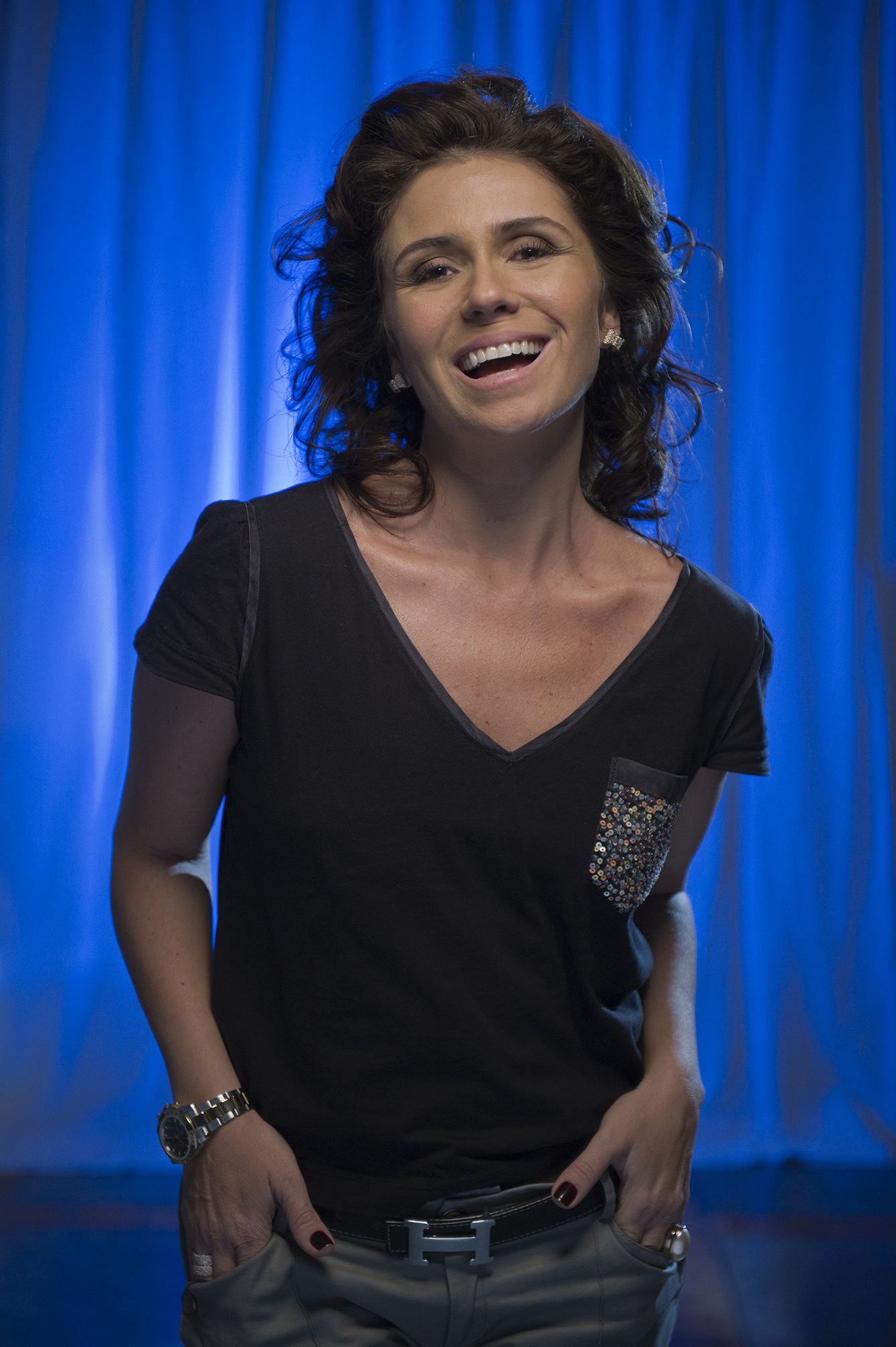
Джованна Антонелли исполнила роль Жади
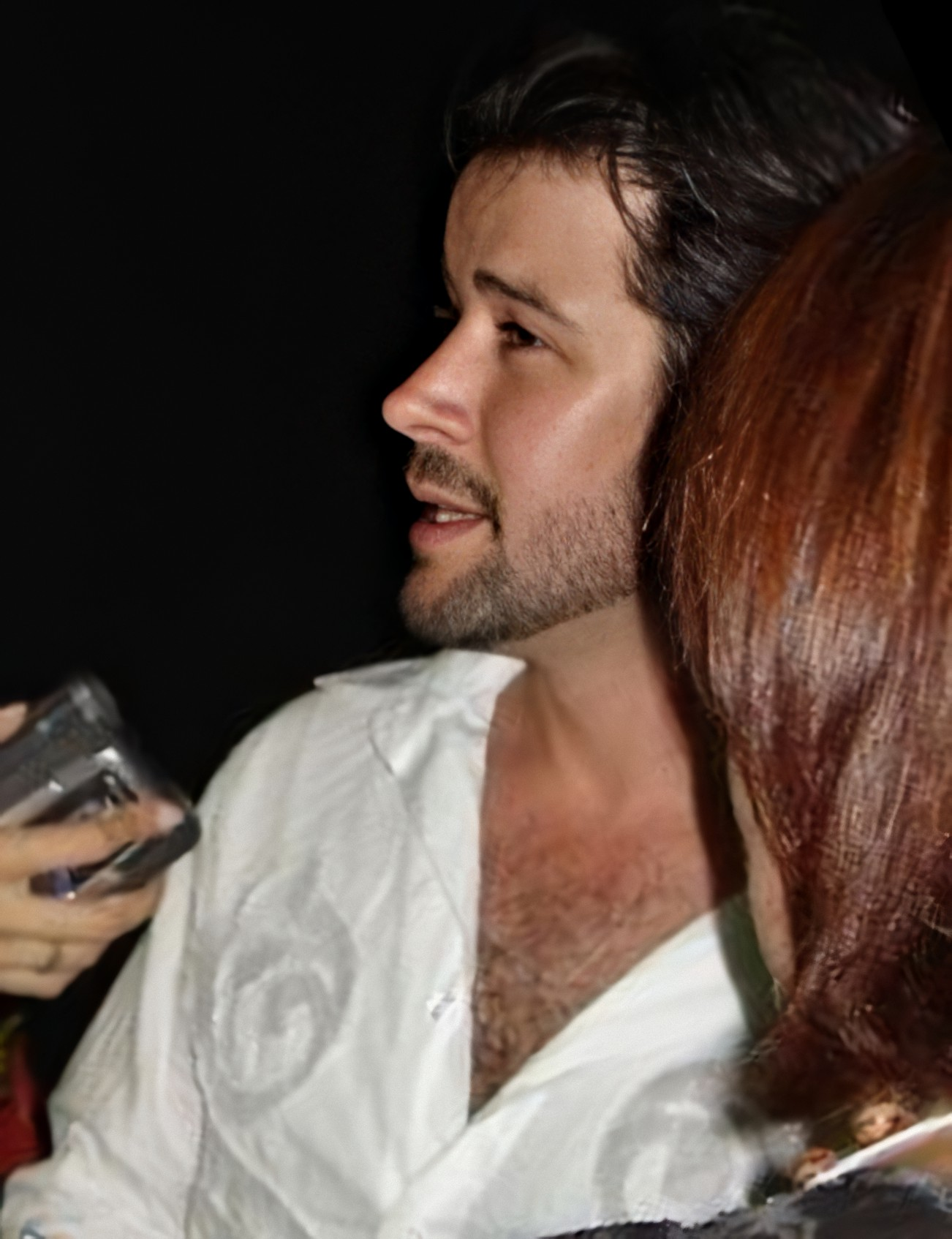
Мурило Бенисио исполнил роль Лукаса, Диогу и Лео
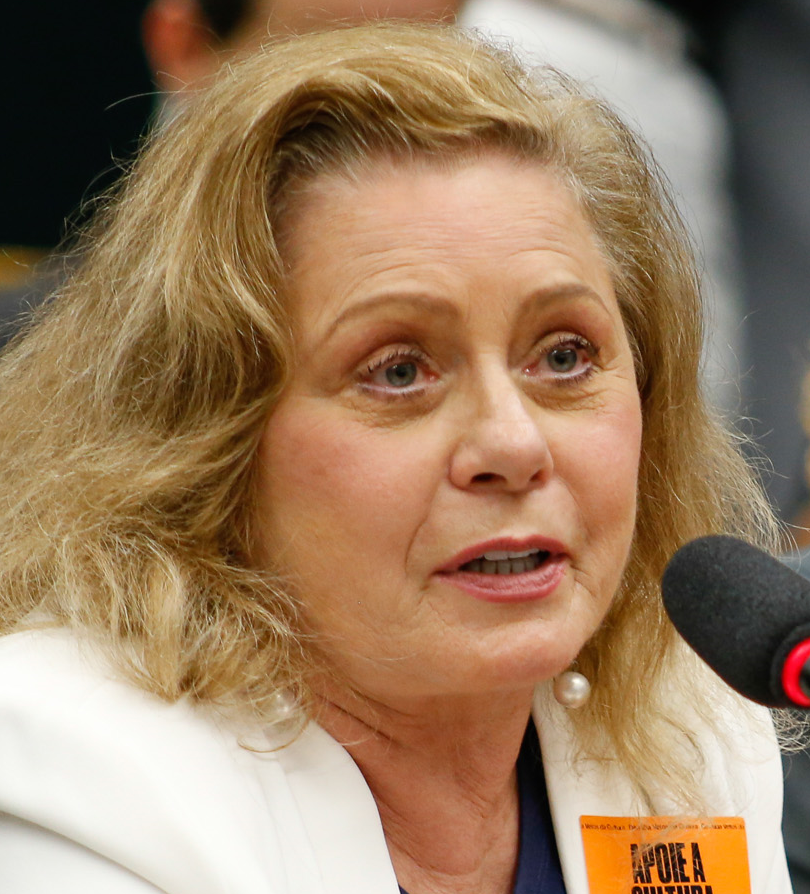
Вера Фишер исполнила роль Иветти
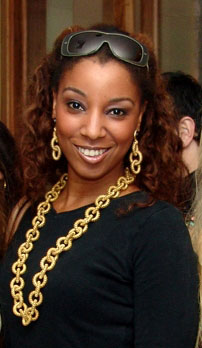
Адриана Лесса исполнила роль Деузы
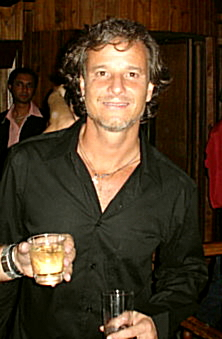
Марселу Новаэс исполнил роль Шанди
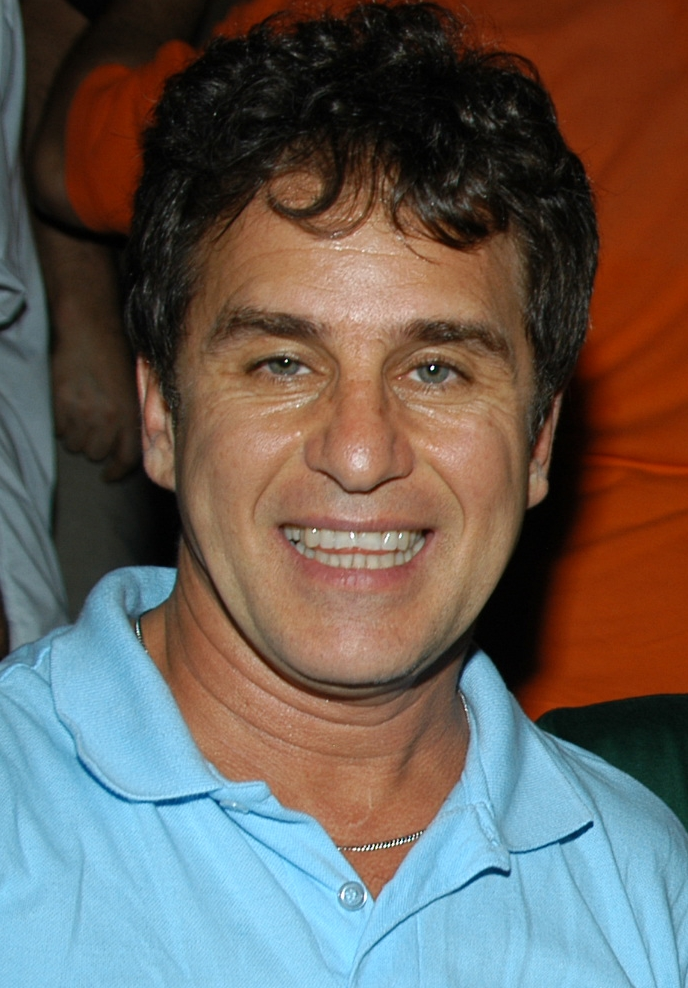
Маркус Фрота исполнил роль Эшкобара
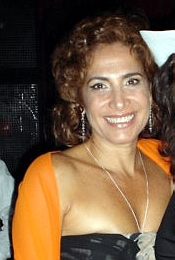
Тотия Мейрелеш исполнила роль Лауринды
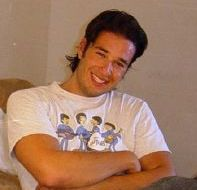
Сержиу Мароне исполнил роль Сесеу
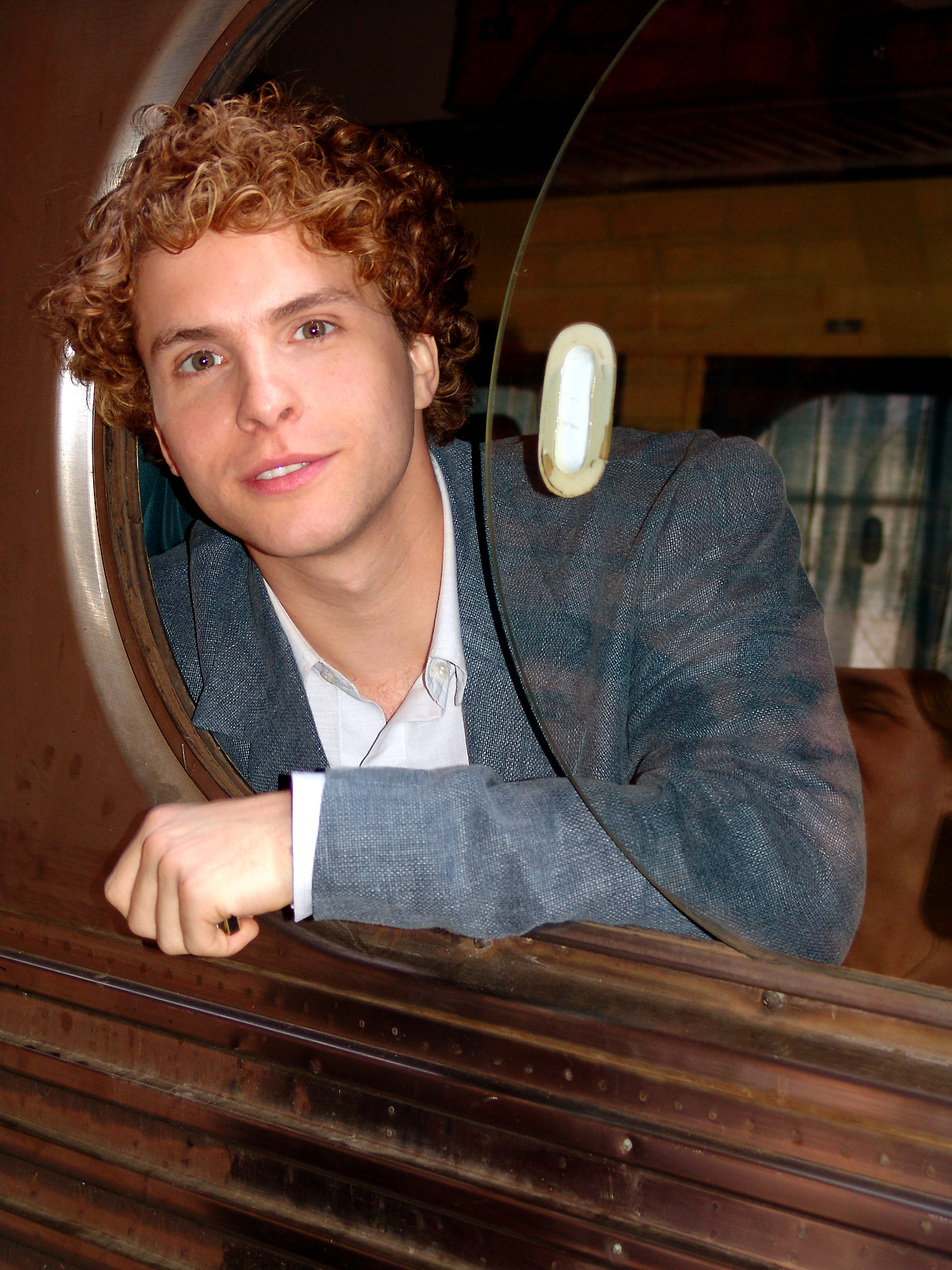
Тьяго Фрагосо исполнил роль Нанду
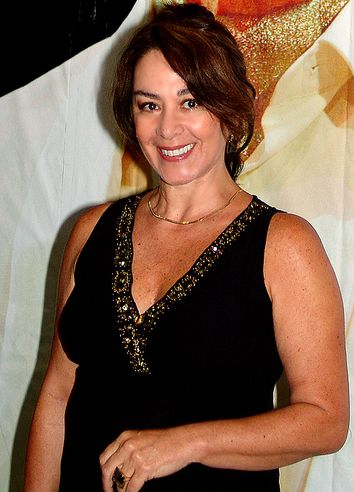
Нивея Мария исполнила роль Эдны
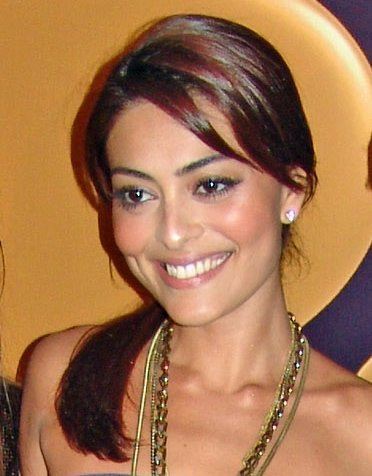
Жулиана Паэс исполнила роль Карлы
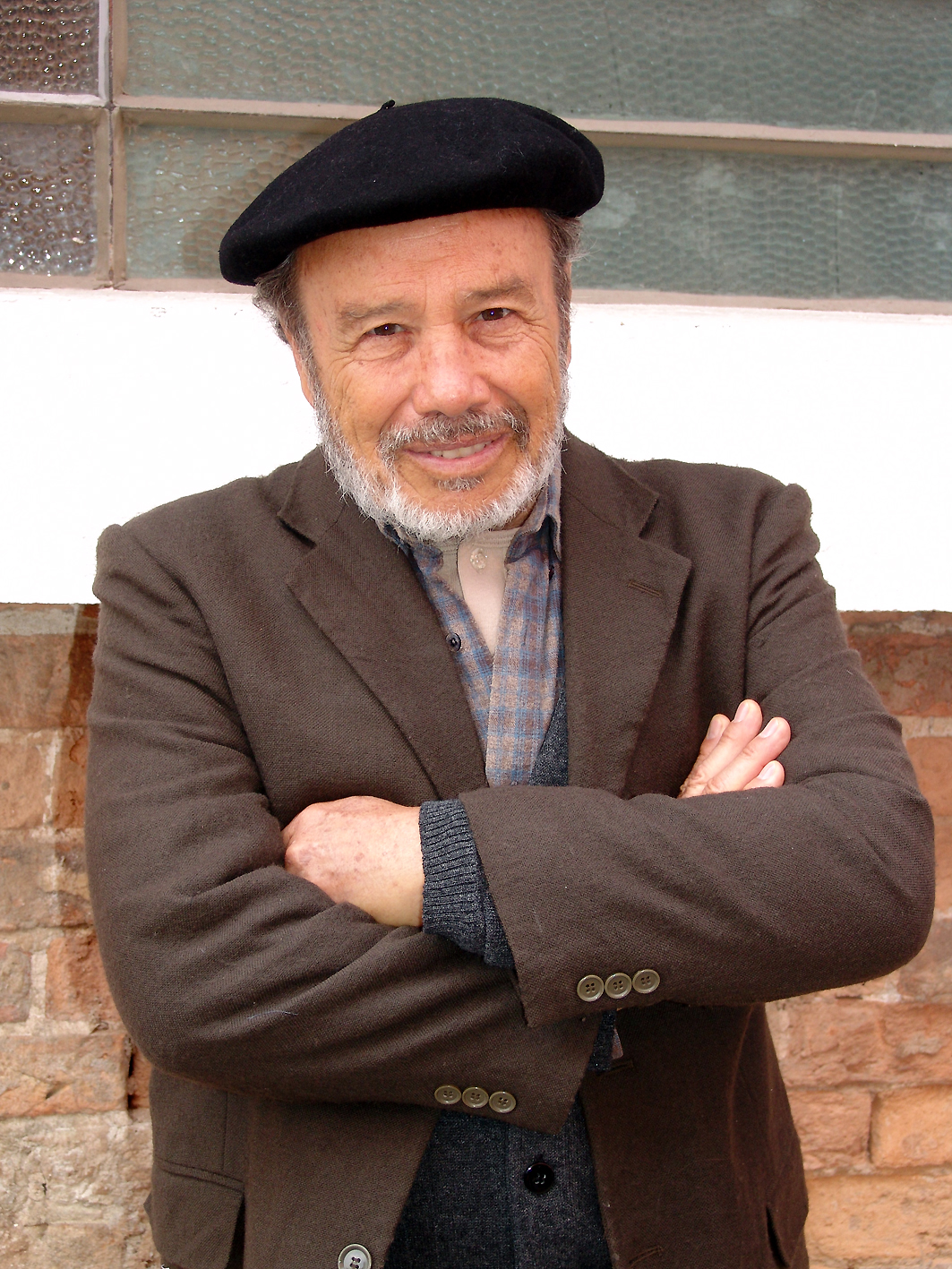
Стенио Гарсия исполнил роль Али
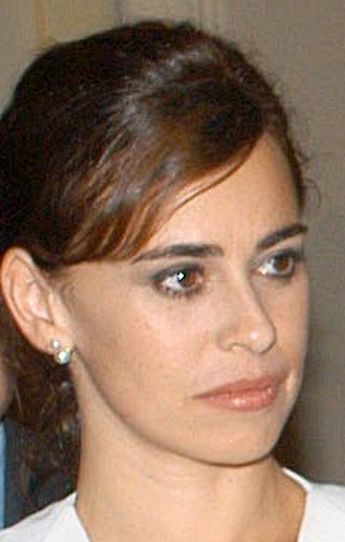
Даниэла Эскобар исполнила роль Маизы
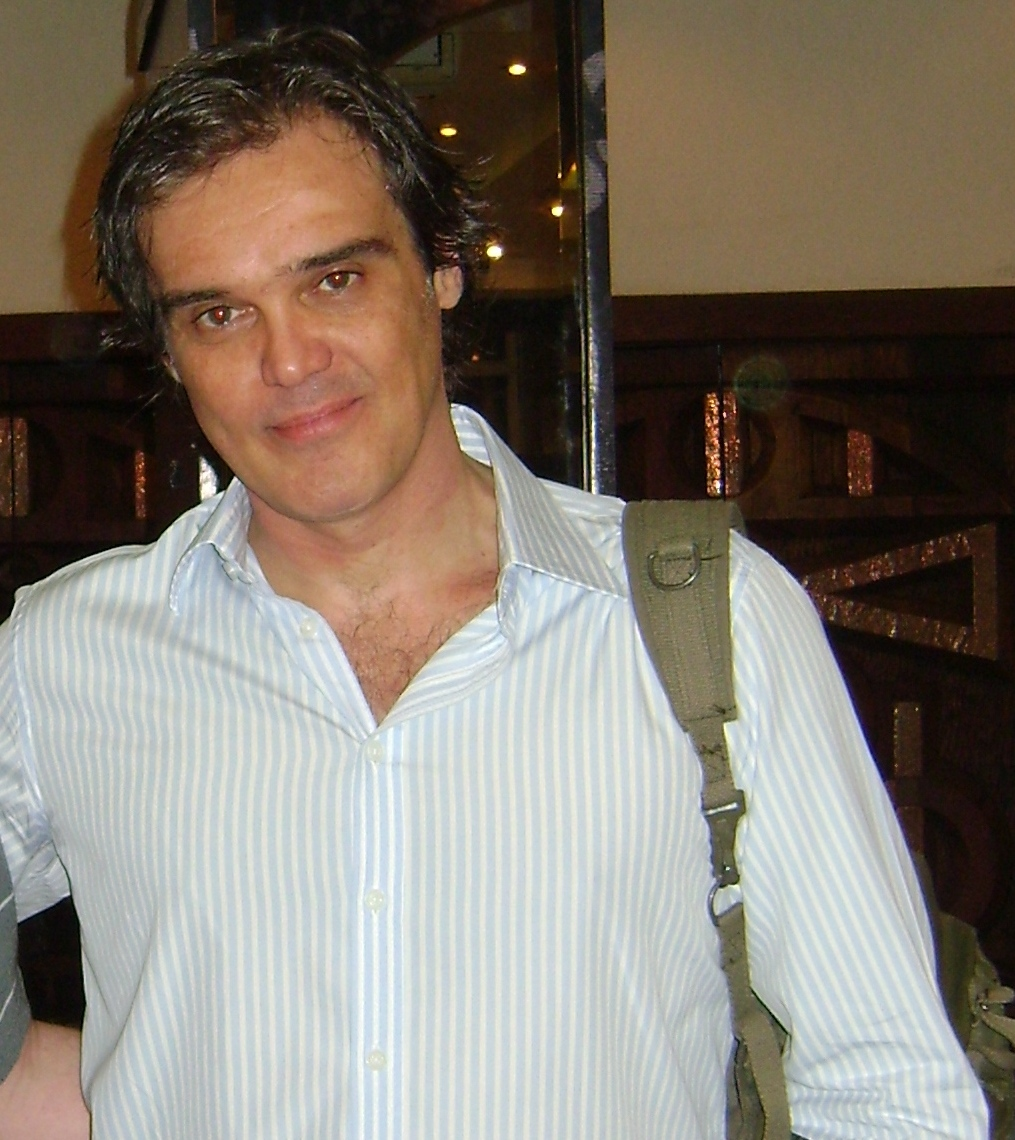
Далтон Виг исполнил роль Саида
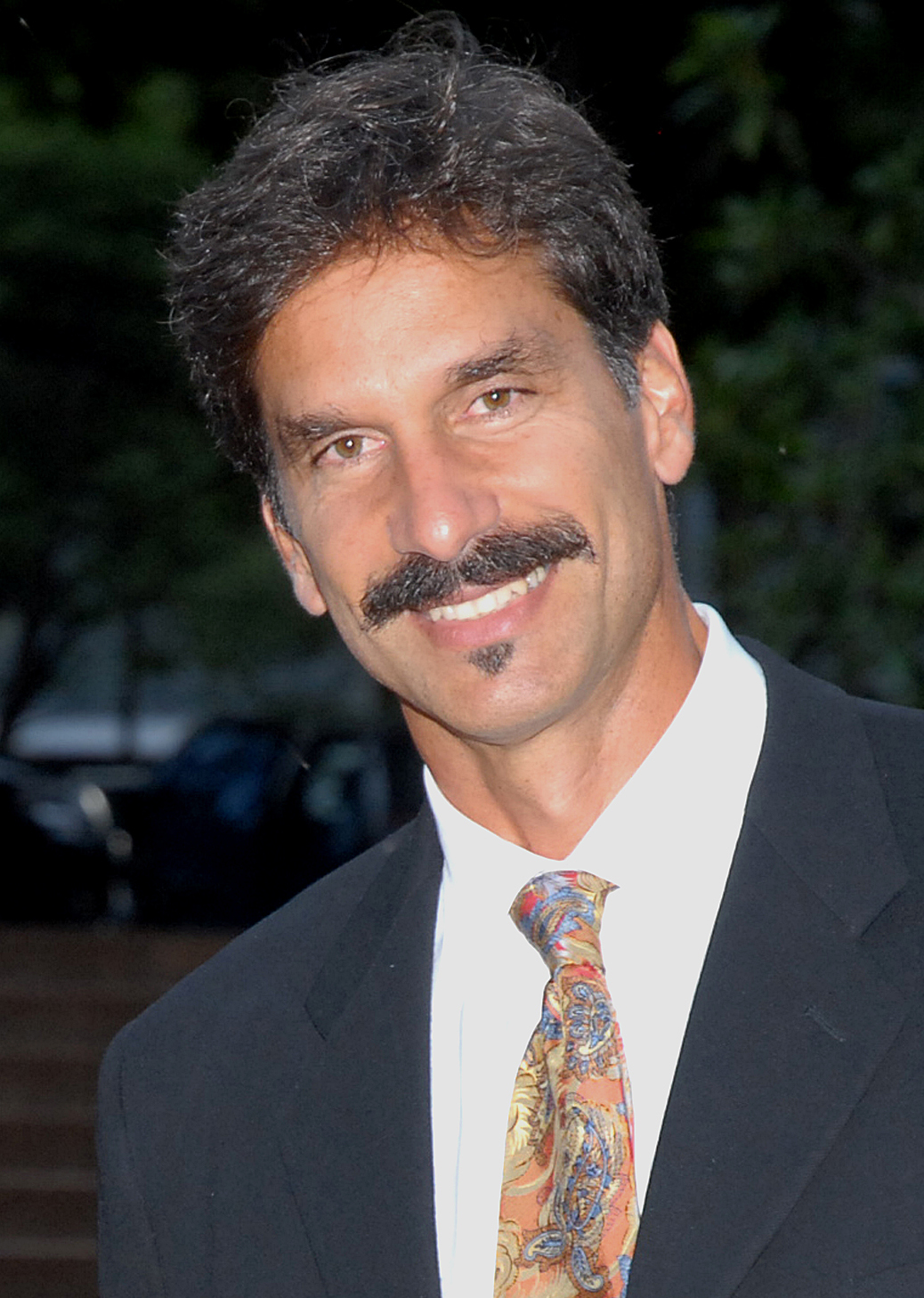
Виктор Фазано исполнил роль Тавинью
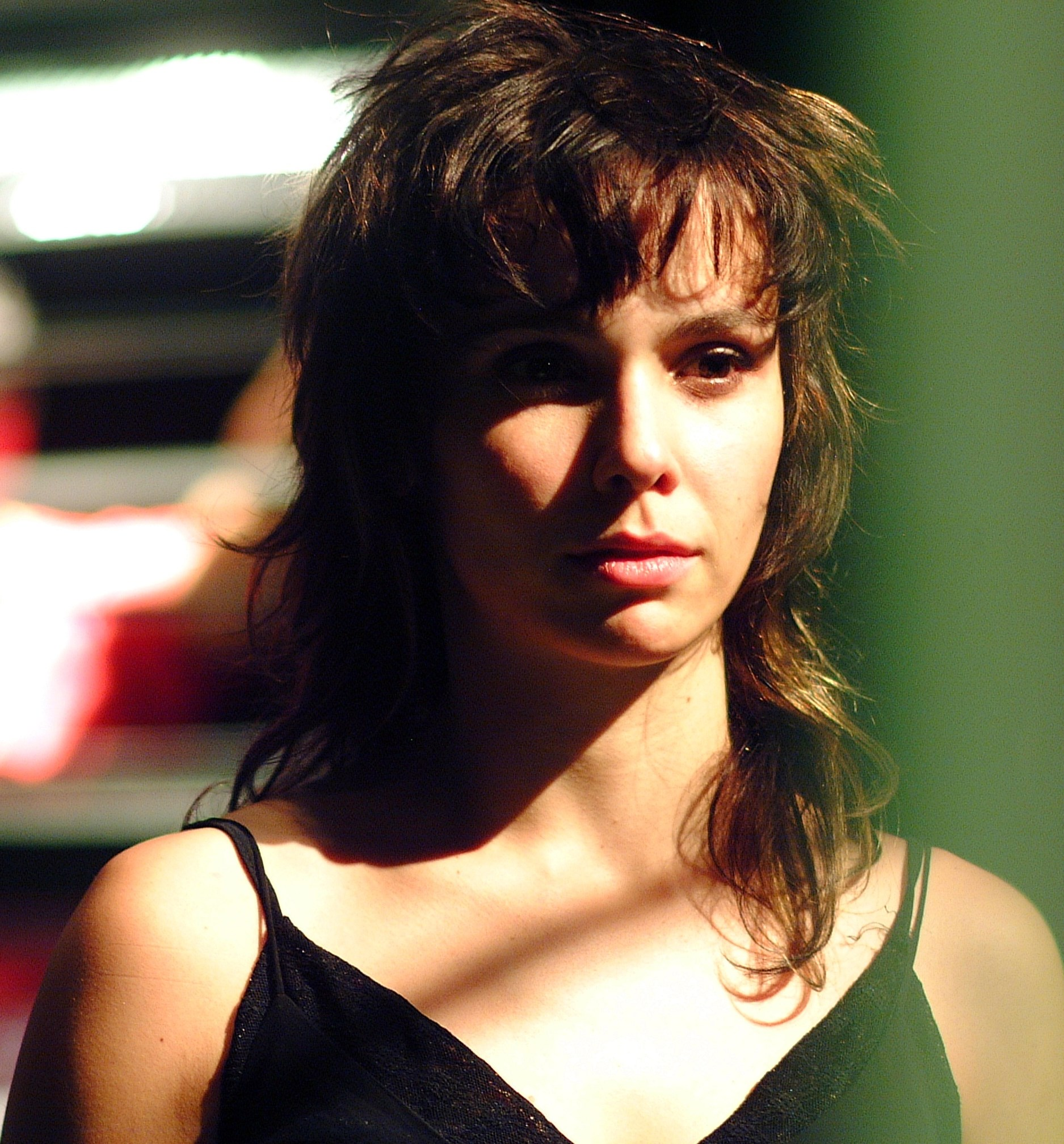
Дебора Фалабелла исполнила роль Мел
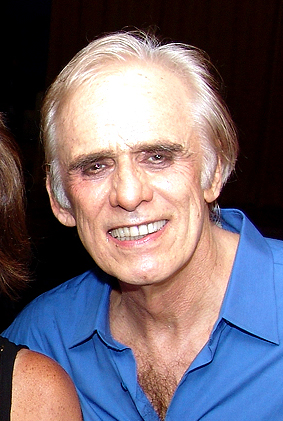
Франсиску Куоку исполнил роль падре Матиолли
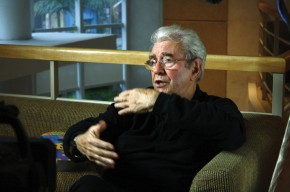
Жука Де Оливейра исполнил роль Альбиери
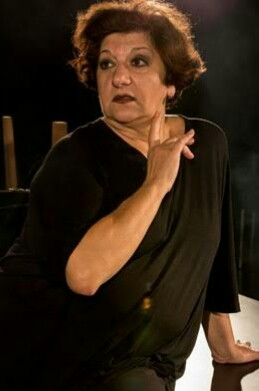
Жандира Мартини исполнила роль Зорайде
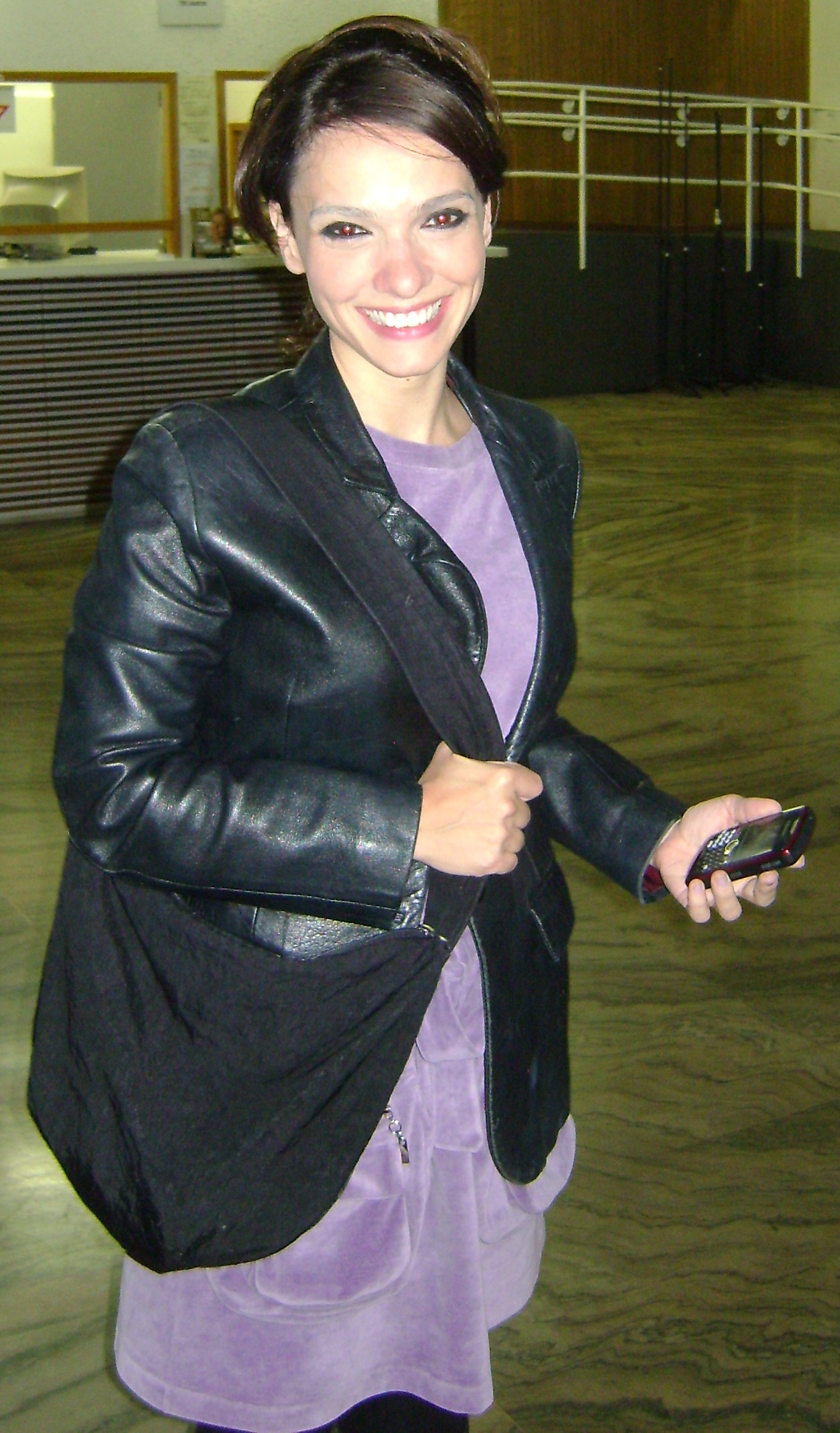
Синтия Фалабелла исполнила роль дублера Мел в 201-207 серии и Монику

## Создание
Бразильская сценаристка Глория Перес рисковала многим, написав не тривиальную мелодраму, а уникальное во многом повествование о бразильско-мусульманской истории любви, осложнённое темой клонирования. Многие актёры, изначально подобранные на главные роли, отказывались по тем или иным причинам от участия в проекте.
Автор музыкальной темы Жади («Urga») — композитор Эдуард Артемьев. Эта мелодия была изначально написана для фильма 1991 года «Урга — территория любви».

## Трансляция
Премьера сериала в Бразилии состоялась 1 октября 2001 года, через несколько недель после трагедии 11 сентября 2001 года в Нью-Йорке, вызвавшей всплеск отрицательного отношения к мусульманскому миру. К 2010 году телесериал для демонстрации был экспортирован в 90 стран.
Премьера в России состоялась на «Первом канале» 16 февраля 2004 года; премьерный показ его завершился 24 мая 2005 года. В 2007—2008 годах сериал повторял телеканал «Домашний». В 2014—2015, 2017—2019, 2021—2022 и 2023—2024 годах повторы выходили на телеканале «Ю». В 2025 году повторы выходили на телеканале «Суббота!».

## Дополнительная информация
- Создатели сериала были поощрены Управлением по борьбе с наркотиками США и ФБР за кампанию против наркотиков, включённую в сценарий сериала[13].
- В 2005 году вышла новеллизация сериала. Роман состоит из четырёх частей. В нём сохранены все сюжетные линии, но с тем учётом, что количество диалогов упрощены или сокращены, как и некоторые незначительные эпизоды, не нарушающие логику повествования.

## Награды
| Награды | Награды                  | Награды                      | Награды                             |
| Год     | Премия                   | Категория                    | Номинант                            |
| ------- | ------------------------ | ---------------------------- | ----------------------------------- |
| 2001    | Премия «Troféu Imprensa» | Лучший телесериал            |                                     |
| 2002    | Премия качества Бразилии | Лучший телесериал            |                                     |
| 2002    | Премия качества Бразилии | Лучший сценарий              | Глория Перес                        |
| 2002    | Премия качества Бразилии | Лучший актёр                 | Режиналду Фария                     |
| 2002    | Премия качества Бразилии | Лучшая актриса               | Вера Фишер                          |
| 2002    | Премия качества Бразилии | Лучший актёр второго плана   | Стенио Гарсия                       |
| 2002    | Премия качества Бразилии | Лучшая актриса второго плана | Жандира Мартини                     |
| 2002    | Премия качества Бразилии | Открытие года                | Карла Диас                          |
| 2002    | Премия «Contigo»         | Лучший телесериал            |                                     |
| 2002    | Премия «Contigo»         | Лучший дизайн костюмов       |                                     |
| 2002    | Премия «Contigo»         | Лучшая романтическая пара    | Мурилу Бенисиу и Джованна Антонелли |
| 2002    | Премия «Contigo»         | Лучший актёр второго плана   | Антониу Каллони                     |
| 2002    | Премия «Contigo»         | Лучшая актриса второго плана | Летисия Сабателла                   |
| 2002    | Премия «Contigo»         | Лучшая юная актриса          | Карла Диас                          |
| 2003    | «INTE Award»             | Лучшая мыльная опера         |                                     |
| 2003    | Премия «APCA Trophy»     | Лучшая телевизионная актриса | Элиане Джардини                     |
| 2003    | Премия «APCA Trophy»     | Открытие года                | Стефани Брито                       |

## Версия-ремейк 2010 года
В ноябре 2009 года телекомпания США Telemundo начала работу над испаноязычной версией сериала — El Clon. Основная сюжетная линия полностью повторяет оригинальный сериал (вплоть до фраз), но отсутствуют побочные сюжетные линии (например, тема наркомании). В новой версии меньшее количество эпизодов (184 против 250 в оригинальном сериале).